# Cionura erecta
Cionura erecta är en oleanderväxtart som först beskrevs av Carl von Linné, och fick sitt nu gällande namn av August Heinrich Rudolf Grisebach. Cionura erecta ingår i släktet Cionura och familjen oleanderväxter. Inga underarter finns listade i Catalogue of Life.